# Saint-Vincent-des-Bois
Saint-Vincent-des-Bois ist eine französische Gemeinde mit 338 Einwohnern (Stand 1. Januar 2022) im Département Eure in der Region Normandie (vor 2016 Haute-Normandie). Sie gehört zum Arrondissement Les Andelys (bis 2017 Arrondissement Évreux) und zum Kanton Pacy-sur-Eure. Die Einwohner werden Boisset-Vincentois genannt.

## Geografie
Saint-Vincent-des-Bois liegt etwa 22 Kilometer ostnordöstlich von Évreux. Umgeben wird Saint-Vincent-des-Bois von den Nachbargemeinden Mercey im Norden, Saint-Marcel im Nordosten, La Heunière im Osten, Douains im Südosten, Ménilles im Süden und Südwesten sowie Houlbec-Cocherel im Westen.

## Bevölkerungsentwicklung
| Jahr                       | 1962 | 1968 | 1975 | 1982 | 1990 | 1999 | 2006 | 2013 | 2020 |
| Einwohner                  | 134  | 151  | 168  | 225  | 243  | 261  | 282  | 356  | 335  |
| Quellen: Cassini und INSEE |      |      |      |      |      |      |      |      |      |

## Sehenswürdigkeiten

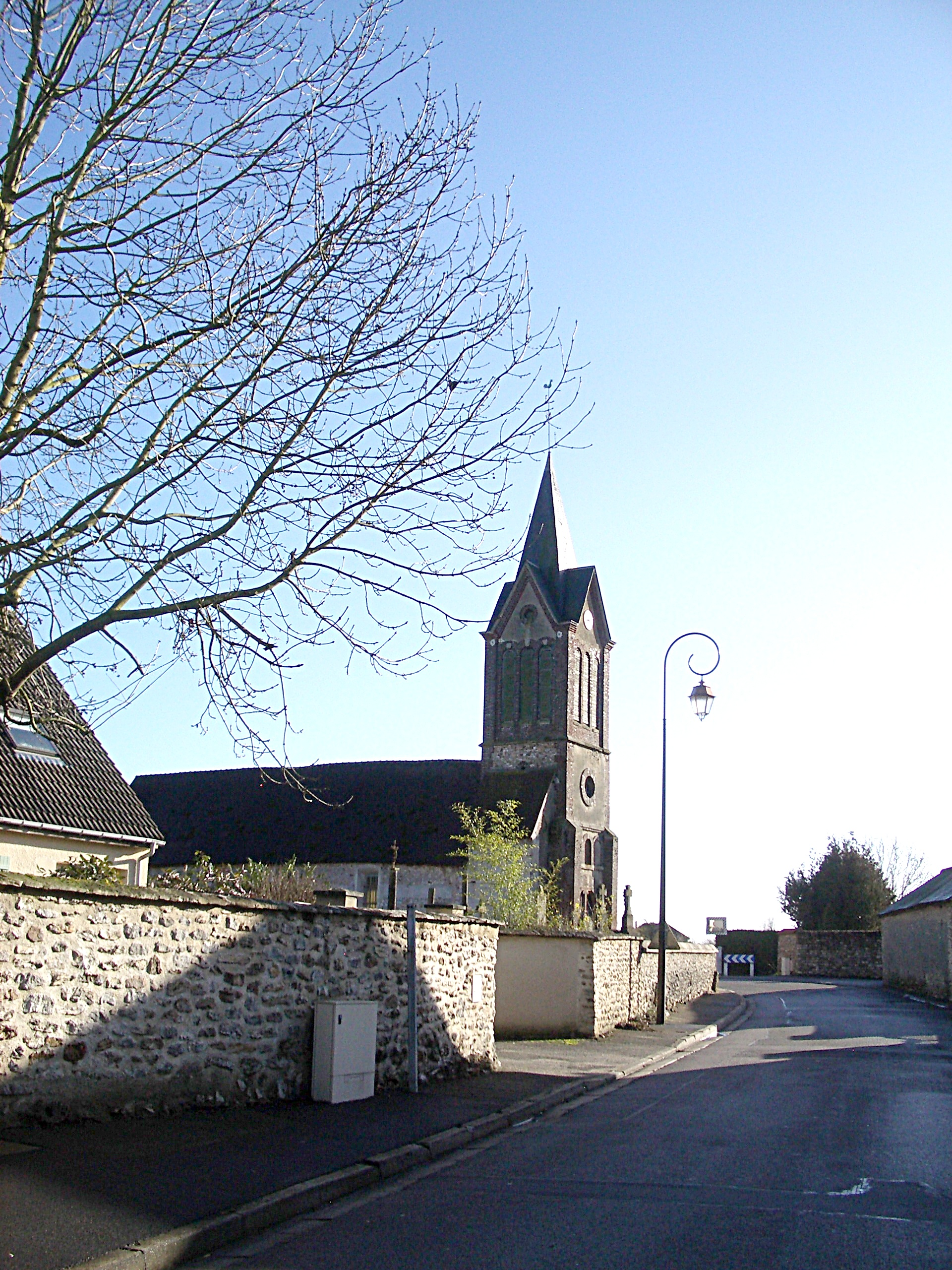
Kirche Saint-Vincent

- Kirche Saint-Vincent